# 茨木市立東奈良小学校
茨木市立東奈良小学校（いばらきしりつひがしならしょうがっこう）は、大阪府茨木市にある公立小学校。

## 沿革
- 1982年4月1日 - 茨木市立玉櫛小学校、茨木市立中条小学校、茨木市立天王小学校より分離開校。
- 同年6月25日 - 校旗制定。
- 同年6月29日 - プール竣工式挙行。この日をもって、創立記念日とした。
- 1983年2月26日 - 校歌制定。

## 通学区域
- 茨木市 東奈良1～3丁目、美沢町、小川町、若草町、奈良町の一部

　※卒業生は基本的に茨木市立養精中学校（小川町、若草町、奈良町）、茨木市立天王中学校（東奈良1～3丁目、美沢町）の2校に分かれて進学する。